# Rosario Moratalla Villalba
Rosario Moratalla Villalba (España, siglo XX) es una científica e investigadora española en el campo de la neurobiología, especializada en la enfermedad de Parkinson y la neurobiología de los ganglios basales y profesora en el Instituto Cajal del Consejo Superior de Investigaciones Científicas.

## Biografía
Estudió Farmacia en la Universidad Complutense de Madrid y realizó su tesis doctoral en el Instituto Cajal del CSIC. Completó su formación postdoctoral en Universidad de Londres (1986-1988), en el Instituto de Tecnología de Massachusetts (1987-1997) y en la Universidad de Harvard (1997-1998).

### Trayectoria investigadora
Desde 1996, Moratalla ha ocupado diversos cargos en el Instituto Cajal del CSIC, incluyendo Científica Titular, Investigadora Científica y Profesora de Investigación. Dirige el grupo de Neurobiología de los Ganglios Basales en el Instituto Cajal, donde ha liderado más de 30 proyectos de investigación nacionales e internacionales, centrados en los mecanismos moleculares de la degeneración dopaminérgica y las discinesias inducidas por L-DOPA.
El laboratorio de Moratalla se enfoca en la fisiología y patología de los ganglios basales, el sustrato neuroanatómico de la enfermedad de Parkinson y otros desórdenes neurológicos como la drogadicción.  Utilizan metodologías avanzadas como la optogenética, farmacogenética, técnicas de electrofisiología y modelos animales transgénicos para estudiar la plasticidad sináptica y estructural en la enfermedad de Parkinson.
Es autora de más de una centena de artículos de investigación y varios libros. Ha dirigido doce tesis doctorales.

### Trayectoria institucional
De 2004 a 2007 fue presidenta de la Comisión de Evaluación de Redes y Centros de Investigación Cooperativa, Instituto de Salud Carlos III, Ministerio de Sanidad y Consumo. Desde 2017 es directora del Instituto Cajal, CSIC. Desde 2021, dirige Centro de Investigaciones Interdisciplinares de Alcalá (Ci2A) del CSIC.

## Premios y reconocimientos
- Premio Mujer Investigadora 2009. Comunidad Autónoma de Castilla La-Mancha (España).[1][3]
- Premio Alberto Rábano 2018 otorgado a la mejor tesis doctoral en Neurociencia, Oscar Solís. Fundación Romanillos.[1]